# Gene Hoglan
Gene Hoglan, född 31 augusti 1967 i Dallas, Texas, är en amerikansk hårdrockstrummis. Han har spelat i flera olika grupper, till exempel Dark Angel, Death och Strapping Young Lad. Hoglan specialiserar sig på snabba dubbla baspedalslag. Hoglan är känd som "The Atomic Clock" och "The Human Drum Machine" på grund av hans enorma taktsäkerhet.

## Diskografi (urval)
Med Dark Angel
- 1986 – Darkness Descends
- 1989 – Leave Scars
- 1991 – Time Does Not Heal

Med Death
- 1993 – Individual Thought Patterns
- 1995 – Symbolic

Med Strapping Young Lad
- 1997 – City
- 1998 – No Sleep 'till Bedtime (live)
- 2003 – Strapping Young Lad
- 2005 – Alien
- 2006 – The New Black

Med Testament
- 1997 – Demonic
- 2012 – Dark Roots of Earth
- 2016 – Brotherhood of the Snake
- 2020 – Titans of Creation

Med Devin Townsend
- 1998 – Infinity
- 2000 – Physicist

Med Dethklok
- 2007 – The Dethalbum
- 2009 – Dethalbum II
- 2012 – Dethalbum III
- 2013 – The Doomstar Requiem